# 霍普金斯 (密蘇里州)
霍普金斯（英語：Hopkins）是位於美國密蘇里州諾德韋縣的城市。

## 人口
根據2020年美國人口普查的數據，霍普金斯的面積為1.85平方千米，皆為陸地。當地共有人口472人，而人口密度為每平方千米255人。